# 사례 대조 연구
사례 대조 연구(case–control study) 또는 사례 참조 연구(case–referent study) 또는 환자 대조 연구는 결과가 다른 두 기존 그룹을 식별하고 추정된 인과 관계 속성을 기반으로 비교하는 관찰 연구의 한 유형이다. 사례-대조군 연구는 해당 질환이 있는 피험자와 해당 질환이 없지만 그 외에는 유사한 환자를 비교하여 의학적 질환에 기여할 수 있는 요인을 식별하는 데 종종 사용된다. 이는 무작위 대조 시험보다 더 적은 자원을 필요로 하지만 인과 추론에 대한 증거를 더 적게 제공한다. 환자 대조 연구는 승산비를 산출하는 데 종종 사용된다. 일부 통계 방법을 사용하면 사례 대조 연구를 사용하여 상대적 위험, 위험 차이 및 기타 수량을 추정할 수도 있다.

사례 대조 연구는 후향적(retrospective)이며, 따라서 회상 편향(recall bias)이 발생하기 쉽다. 특정 질병이 발병한 실험군과 발병하지 않은 대조군에 대해 과거에 발병한 질병을 연구한다. 전체 모집단에서의 질병 발병률을 직접 계산할 수 없고 승산비(OR)를 사용하여 노출과 질병 사이의 연관성에 대해 연구한다.
코호트 연구는 대부분 전향적 코호트 연구이며 대부분 상대위험도(RR)를 사용한다.(후향적 코호트 연구를 하거나, OR을 사용할 수도 있음.) 시간과 비용이 많이 들며, 희귀병 등 발생 빈도가 적은 사건의 연구에는 쓸 수 없다. 특정 환경에 노출된 실험군과 노출되지 않은 대조군에 대해 노출과 미래에 발병할 질병의 위험도에 대해 연구한다. 질병 발생률을 직접 측정할 수 있으므로 상대위험도를 사용하여 노출과 질병 간의 위험도를 비교한다.
발생 빈도가 적은 사건의 경우 OR과 RR이 거의 비슷해져서 RR 대신 OR을 사용할 수 있다. 그러나 발생률이 높아지면 OR의 수치는 RR에 비해 과장된다. 사례 대조 연구에서는 전체 모집단에서의 질병 발생률을 직접 측정할 수 없기 때문에, RR을 계산할 수 없다. 그래서 대신 OR을 사용한다.

## 같이 보기
- 무작위대조시험
- 코호트 연구
- 상대위험도
- 승산비